# Рінкон-де-ла-В'єха
Рінкон-де-ла-В'єха (ісп. Rincón de la Vieja) — активний андезитовий складний вулкан на північному заході Коста-Рики, близько 23 км від Ліберії, в провінції Гуанакасте .

## Топоніміка
Його назва означає «Куток старої жінки» — посилання на місцеву легенду про принцесу Курабанду, чий коханець Міксоак, вождь сусіднього ворожого племені, був кинутий у кратер її батьком Курабанде, коли він дізнався про їхній роман. Вона продовжила жити на поруч з вулканом та народила сина. Щоб бути з батьком, вона теж кинула у вулкан свого сина. Вона продовжувала жити на вулкані і стала самітницею і їй приписували здібності зцілення. 
Рінкон-де-ла-В'єха становить 1 916 метрів (6 286 фут) над рівнем моря, а його вершина є найвищою точкою національного парку Рінкон-де-ла-В'єха. Останнє виверження відбулося в червні 2021 року. На схилах вулкана багато фумарол і гарячих джерел. Він утворений кислою лавою.
Рінкон-де-ла-В'єха є одним із шести діючих вулканів Коста-Рики: інші вулкани Поас, Іразу, Міравальєс, Ареналь і Турріальба.
Станом на 2021 рік лише Рінкон-де-ла-В'єха, Турріальба та Поас вважаються активними.

## Геотермальна енергія

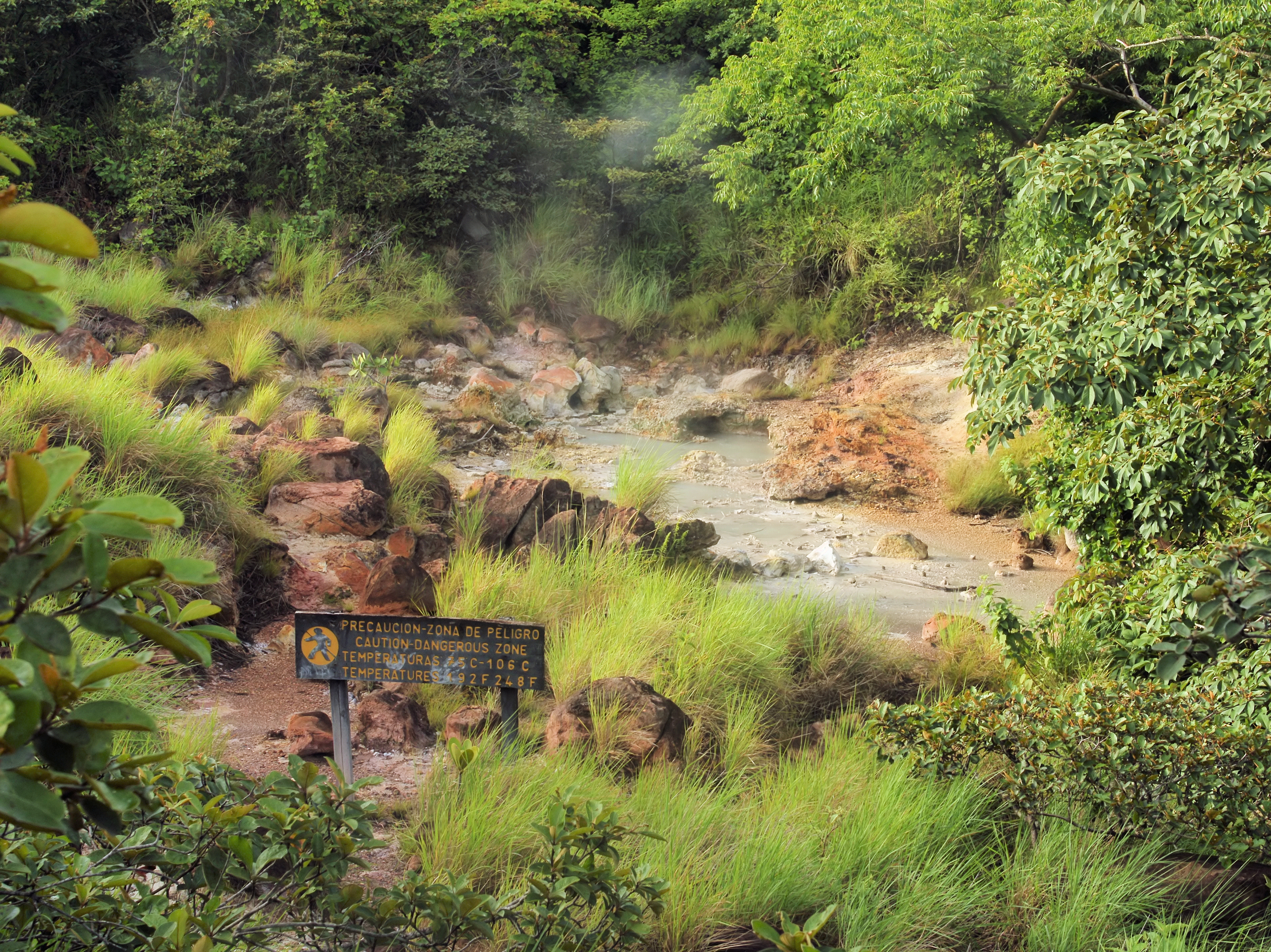
Гаряче джерело в національному парку Рінкон-де-ла-В'єха, Коста-Рика

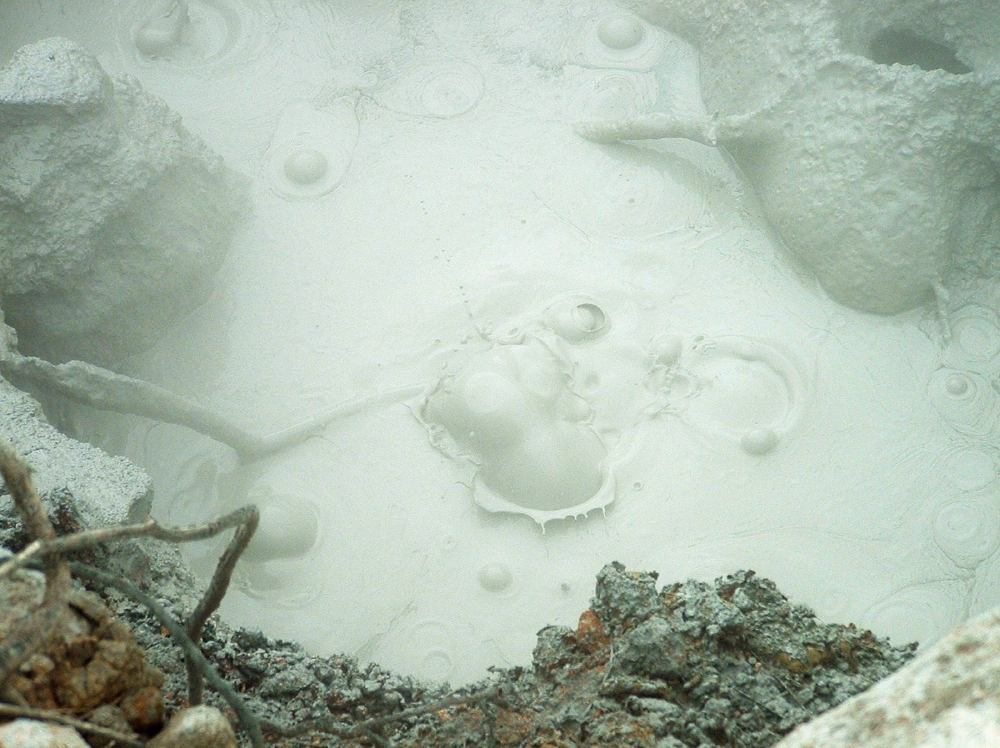
прояв вулканічної активності

У двох областях на схилах вулкана багато гарячих басейнів і ділянок киплячої грязі, що вказує на значні запаси геотермальної енергії. Проведені дослідження можливості використання цих ресурсів, і вулкан, за оцінками, має генерувальний потенціал у 140 мегават. Однак, оскільки ця територія в межах національного парку, то буріння було обмежено пробними свердловинами до 2001 року  .
У 2013 році було розпочато розширення геотермальної електростанції Лас-Пашдфі до 55 мегават, що частково фінансується коштом кредиту Європейського інвестиційного банку. 

## Туризм
Вулкан Рінкон-де-ла-В'єха розташований у національному парку Рінкон-де-ла-В'єха, який охоплює понад 12,759 га, який зберігає гірські ліси, так і карликові ліси. Стежки простягаються від станції рейнджерів Санта-Марія та петляють через парк, повз гарячі джерела та водоспади. Ссавці в парку представлені лінивцями, тапірами, кінкажу, пумами, ягуарами, а також ревунами і павукоподібними мавпами. 
Раніше туристи могли піднятися до кратера, і були гіди, які мають досвід у досліджені дикої природи, спостереження за птахами, геології тощо.
Станом на 22 вересня 2011 року доступ до кратера більше не можливий через виверження 16 вересня, коли вулканічний попіл і бруд піднялися на 36.5 м від звичайної кратерної лагуни. 
Кілька курортів і готелів у цьому районі пропонують піші прогулянки, екскурсії лісовими пологами, катання на конях, рафтинг, катання на всюдиходах і скелелазіння.

## Активність

### 2010-ті роки
- 23 травня 2017 [8] відбулося виверження, лахари потекли через сусідні річки.
- 11 червня 2017 року [9] відбулося виверження, і лахари потекли через сусідні річки.

### 2020-ті роки
- 4–6 квітня 2020 року, гідротермальне, газове та парове виверження. [10]
- 19 квітня 2020 року, відбувається виверження стовпа попелу (1,5 км), що спонукає владу активувати протоколи надзвичайних ситуацій у прилеглих районах[11].
- 1 червня 2020 року,  виверження півтора кілометрового стовпа попелу сталося о 17:00, діяльність триває з квітня[12].
- 28 червня 2021 року, виверження стовпа попелу (2 км) відбулося о 5:42 ранку. [13]

## Зовнішні посилання
- Рінкон-де-ла-В'єха, кістяк Центральної Америки
- Коста-риканська вулканологічна та сейсмологічна обсерваторія: Рінкон-де-ла-В'єха